# ウェリントン・ライオンズ
ウェリントン・ライオンズ（Wellington Lions）は、ニュージーランドのラグビーユニオンにおいて、ニュージーランド州代表選手権（NPC、National Provincial Championship）に所属する、ウェリントン地区を代表するプロチームである。略称「ウェリントン」。他の州代表と同様に、多くのニュージーランド代表（オールブラックス）の選手を輩出している。
2024年シーズンでは、建設会社ミルズ・アルバート（Mills Albert Limited）がネーミングライツスポンサーとなり、チーム名は「ミルズ・アルバート・ウェリントン・ライオンズ（Mills Albert Wellington Lions）」となった。

## 歴史
出典
1879年、ウェリントン・ラグビーフットボール・ユニオン（WRFU、Wellington Rugby Football Union）が設立され、その代表チームとして誕生した。カンタベリー・ユニオン（Canterbury Union）と並ぶ、ニュージーランドで最も古い 州協会および州代表チームである。
1904年、ニュージーランド国内の州代表戦「ランファーリー・シールド（Ranfurly Shield）」（愛称ログ・オ・ウッド（Log o Wood））の第1回大会においてオークランドRU（Auckland Rugby Union）を倒し、勝利した。
1976年に始まったニュージーランド州代表選手権（NPC、National Provincial Championship）において、1978年、1981年、1986年、2000年の4回、全国タイトルを獲得している。特に1981年では、ランファーリー・シールドにも優勝した。
2024年5月、建設会社ミルズ・アルバート（Mills Albert Limited）がネーミングライツスポンサーとなり、2024シーズンのチーム名は「ミルズ・アルバート・ウェリントン・ライオンズ（Mills Albert Wellington Lions）」となった。

## スタジアム

### スカイ・スタジアム
2000年以降、34,500人を収容するスカイ・スタジアム（Sky Stadium、旧ウェリントン・リージョナル・スタジアム（Wellington Regional Stadium）） をグラウンド本拠地として使用している。
スカイ・スタジアムでは、NPC決勝戦で4回 (2003、2004、2008、2013)、スーパーラグビー決勝戦で2回 (2015、2016)、2011年ワールドカップで8試合が開催された。2005年には、オールブラックスとブリティッシュ&アイリッシュ・ライオンズの対戦が行われ、48対18でオールブラックスが勝利した。
2000年以前の本拠地は、ニュータウン（Newtown）の中心にあるアスレチック・パーク（Athletic Park）だった。1896年にオープンし、1961年に大規模な改修が行われた。1999年に取り壊された。

## CEO・ヘッドコーチ
- CEO：Tony Giles、2023- [6][7]
- ヘッドコーチ：Alando Soakai、2024- [8]

## 日本に関連がある選手
- Alando Soakai（ヘッドコーチ：2024- [8]）- 元クボタスピアーズ船橋・東京ベイ（2011-2016に選手として在籍、2023年までコーチとして在籍[9]）
- デイン・コールズ（選手：2007-2023、コーチ：2024-）- 元クボタスピアーズ船橋・東京ベイ（2023-24シーズン在籍）[10][11]
- 紙森陽太（2024シーズン在籍）- クボタスピアーズ船橋・東京ベイから期限付き移籍[12][13]
- 加藤一希（2024シーズン在籍）- クボタスピアーズ船橋・東京ベイから期限付き移籍[12][13]
- タマティ・エリソン（ヘッドコーチ：2023 [14]）- 2010-2012 および 2013-2018にリコーブラックラムズ在籍[15]、2018-2020に栗田工業ウォーターガッシュ在籍[16]
- 千葉太一（2023年練習生）- リコーブラックラムズ東京[17]
- 辻本雄起（2013年短期留学）- サントリーサンゴリアス[18]

## 著名な出身選手
出典
- Graham Charles Williams
- Ron Jarden
- Bill Clark
- Don McIntosh
- Nev MacEwan
- Mick Williment
- Ian Stevens
- Allan Hewson - チーム内 最多得点選手
- Ranji Wilson
- Bernie Fraser - チーム内 最多出場選手、最多トライ選手
- Billy Wallace
- Ken Gray
- Andy Leslie
- Grant Batty
- Murray Mexted
- Stu Wilson
- Murray Pierce
- デイン・コールズ（Dane Coles）[10][11]
- クリスチャン・カレン（Christian Cullen）
- ジョナ・ロムー（Jonah Lomu）
- タナ・ウマガ（Tana Umaga）
- マア・ノヌー（Ma'a Nonu）
- コンラッド・スミス（Conrad Smith）